# Триантафилакос, Димитриос
Димитриос Триантафилакос (греч. Δημήτριος Τριανταφυλλάκος, 3 апреля 1890, Спарта — 22 мая 1966) — греческий легкоатлет, выступавший в беге на короткие дистанции и тройном прыжке. Участник летних Олимпийских игр 1912 года.

## Биография
Димитриос Триантафилакос родился 3 апреля 1890 года в греческом городе Спарта.
Выступал в легкоатлетических соревнованиях за клуб «Акадимаку Гимнастириу», представлявший Афинский университет. В 1910 году на чемпионате Греции завоевал золото в беге на 100 метров с рекордом страны (11,0 секунды) и серебро в беге на стадий (192 метра), в 1912 году выиграл обе дисциплины.
В 1912 году вошёл в состав сборной Греции на летних Олимпийских играх в Стокгольме. В беге на 100 метров не смог завершить четвертьфинальный забег. Также был заявлен в беге на 200 метров в тройном прыжке, но не вышел на старт.
Умер 22 мая 1966 года.

## Личный рекорд
- Бег на 100 метров — 10,8 (1912)[1]